# Tumdvärgspindel
Tumdvärgspindel (Gongylidiellum murcidum) är en spindelart som beskrevs av Simon 1884. Tumdvärgspindel ingår i släktet Gongylidiellum och familjen täckvävarspindlar. Arten är reproducerande i Sverige. Inga underarter finns listade i Catalogue of Life.